# Överlevnadsbias
Överlevnadsbias (engelska Survivorship bias) är ett begrepp som syftar på de logiska fel som kan uppstå genom att man i en undersökning eller en utvärdering koncentrerar sig på de människor eller de saker som "överlever" en process, utan att hänsyn tas till dem som inte klarat sig. Detta kan leda till felaktiga slutsatser på olika sätt. 
Överlevnadsbias kan leda till en alltför optimistisk tro eftersom problem ignoreras, till exempel om företag som inte längre existerar är undantagna från analyser av finansiella resultat, eller om man i en medicinsk studie inte tar hänsyn till bortfall av olika orsaker. Det kan också leda till en felaktig tro på att framgångar i en grupp beror på vissa speciella egenskaper, snarare än bara tur. 
Inom fondekonomi syftar begreppet på resultatsammanställningar som exkluderar nedlagda fonder inom den redovisade kategorin, dvs fonder som inte har existerat under hela redovisningssperioden. Detta redovisningssätt framställer fondbolagens förvaltningsreslutat i bättre dager än vad som är riktigt, då endast de fonder som varit tillräckligt framgångsrika för att överleva till slutet av perioden inkluderas i sammanställningen. 
Begreppet kan också användas som kritik mot populära framgångsbeskrivningar som används av exempelvis inspirationstalare, eller av den typ som ofta sprids i yrkesnätverk och liknande som meme. Till exempel: NN gjorde si och så. NN är framgångsrik. Om du också gör si och så, blir du med andra ord också framgångsrik. "Si och så" kan vara en viss strategi, en vana, en inställning, etcetera. Men vore det så att alla som gör likadant som NN blev framgångsrika, skulle förstås ingen misslyckas med att nå sina mål. 